# Crecente
Crecente là một đô thị trong tỉnh Pontevedra, Galicia, Tây Ban Nha.
43°15′B 7°20′T / 43,25°B 7,333°T